# Wilhelm VI (markiz Montferratu)
Wilhelm VI (ur. ok. 1173 r., zm. 17 września 1226 r.) – markiz Montferratu od 1207 roku.

## Życiorys
Wilhelm był najstarszym synem markiza Montferratu Bonifacego I, który pod koniec życia został też królem Tesaloniki. Jego matką była pierwsza żona Bonifacego, Elena del Bosco. Zaczął uczestniczyć w życiu politycznym i wojskowym od początku lat 90. XII w. U boku ojca brał udział w walkach, a także podpisywał dokumenty. 
W 1202 r. ojciec Wilhelma wyruszył na IV wyprawy krzyżowej, pozostawiając Montferrat w rękach Wilhelma. Po zdobyciu Konstantynopola ojciec pozostał w Grecji, gdzie utworzył królestwo Tesaloniki. Gdy zmarł, w 1207 r. Wilhelm został jego następcją w Montferratcie, a drugi syn Bonifacego, urodzony już w Grecji z drugiego małżeństwa Demetriusz, odziedziczył włości greckie.
We Włoszech, już od momentu wyjazdu ojca, Wilhelm toczył długie zmagania przeciwko miastu Asti, zakończone pokojem w 1206 r. W latach 1209–1212 wspierał we Włoszech cesarza Ottona IV z Brunszwiku. W 1212 r. przeszedł na stronę Fryderyka II Hohenstaufa. W 1215 r. występował po stronie Fryderyka podczas soboru laterańskiego. Kilkakrotnie przebywał na dworze Fryderyka w Niemczech i spełniał misje w jego służbie (m.in. posłował do papieża). W tym czasie toczył też wojnę z miastem Alessandria, zakończoną pokojem zawartym w 1219 r. 
W 1216 r. Wilhelm zgodził się poprowadzić krucjatę, którą zamierzał zorganizować papież Honoriusz III. Początkowo miała ona zmierzać do Egiptu, jednak gdy do Włoch przybył znajdujący się w coraz trudniejszej sytuacji brat Wilhelma, Demetriusz, i poprosił papieża o pomoc, ten zdecydował się posłać ją do Tesaloniki. Rozpoczęcie wyprawy wielokrotnie jednak z różnych powodów odkładano. W 1224 r. Wilhelm, zamierzając wyruszyć na wyprawę, zaciągnął u Fryderyka II pożyczkę pod zastaw swojego księstwa. W 1224 r. Tesalonika padła, zdobyta przez despotę Epiru Teodora Dukasa Komnena. Wyprawa ostatecznie miała ruszyć latem 1225 r., jednak siły zgromadzone w Brindisi powstrzymała niespodziewana choroba Wilhelma. Wyruszył do Grecji w 1226 r., jednak wyprawa zakończyła się niepowodzeniem, armia została zdziesiątkowana przez choroby i sam Wilhelm zmarł w jej trakcie. Do Italii zdołał powrócić jego syn Bonifacy oraz brat Demetriusz.